# Pueblo ruteno
Los rutenos (en ucraniano: русини, romanizado: rusyny) es un término que fue utilizado inicialmente para referirse a los rus, los habitantes de la Rus de Kiev. Más tarde este término acabó diversificándose, para referirse a los rutenos modernos (ucranianos), los rutenos blancos (bielorrusos), y los rutenos rojos (rusinos).

## Historia
Junto con lituanos y samogitios, los rutenos constituyeron la población principal del Gran ducado de Lituania.

## Geografía

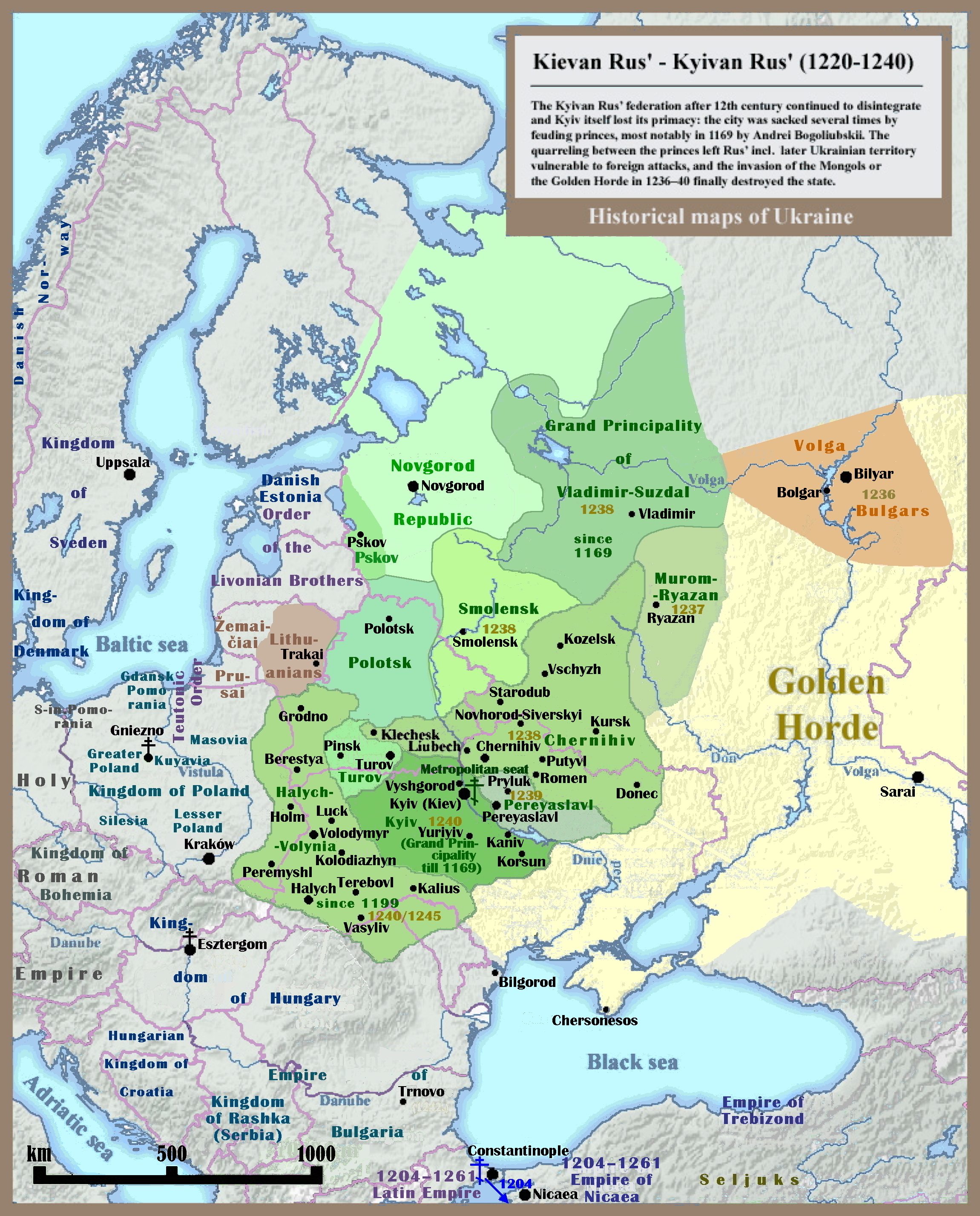
Rus de Kiev, 1230
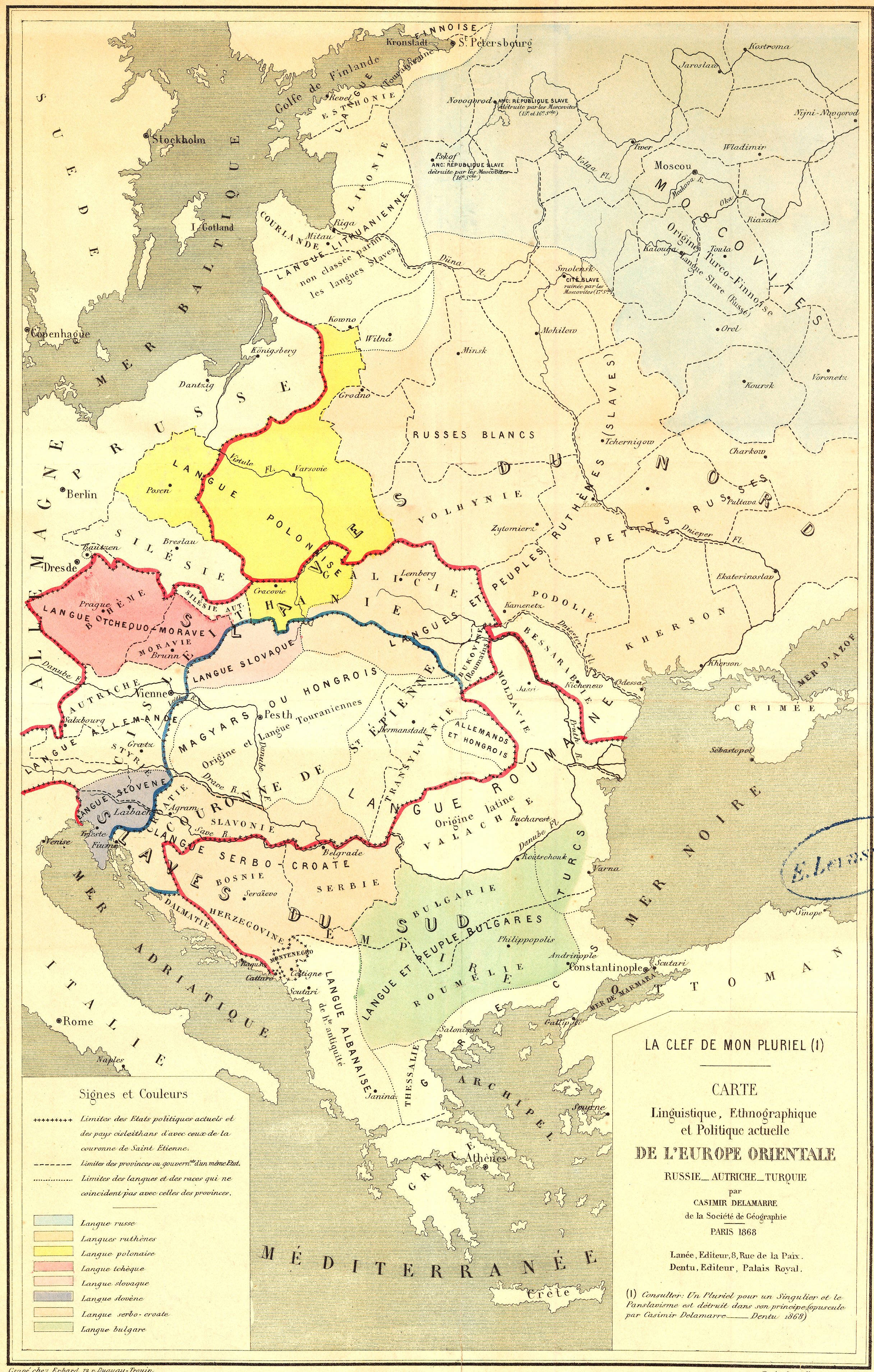
Mapa lingüístico, etnográfico y político de Europa del Este por Casimir Delamarre, 1868
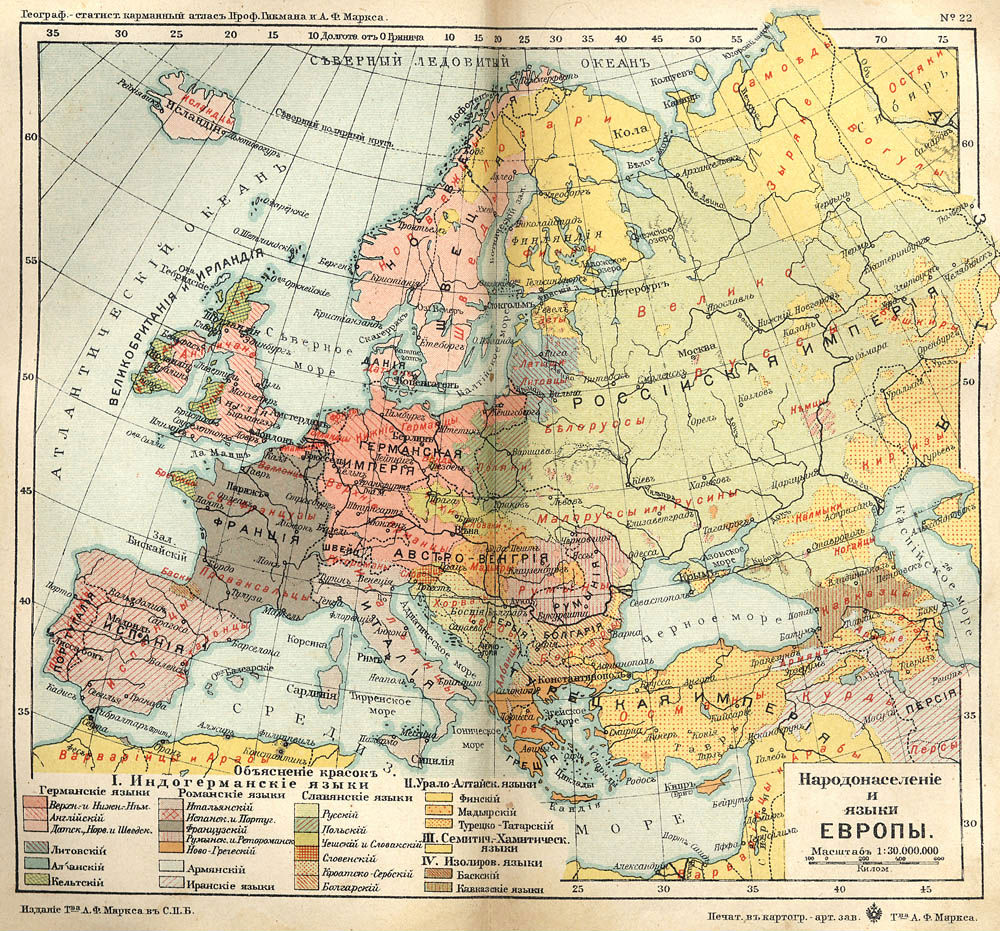
Mapa lingüístico y etnográfico de 1907 que indica a los ucranianos como «pequeños rusos o rutenos»
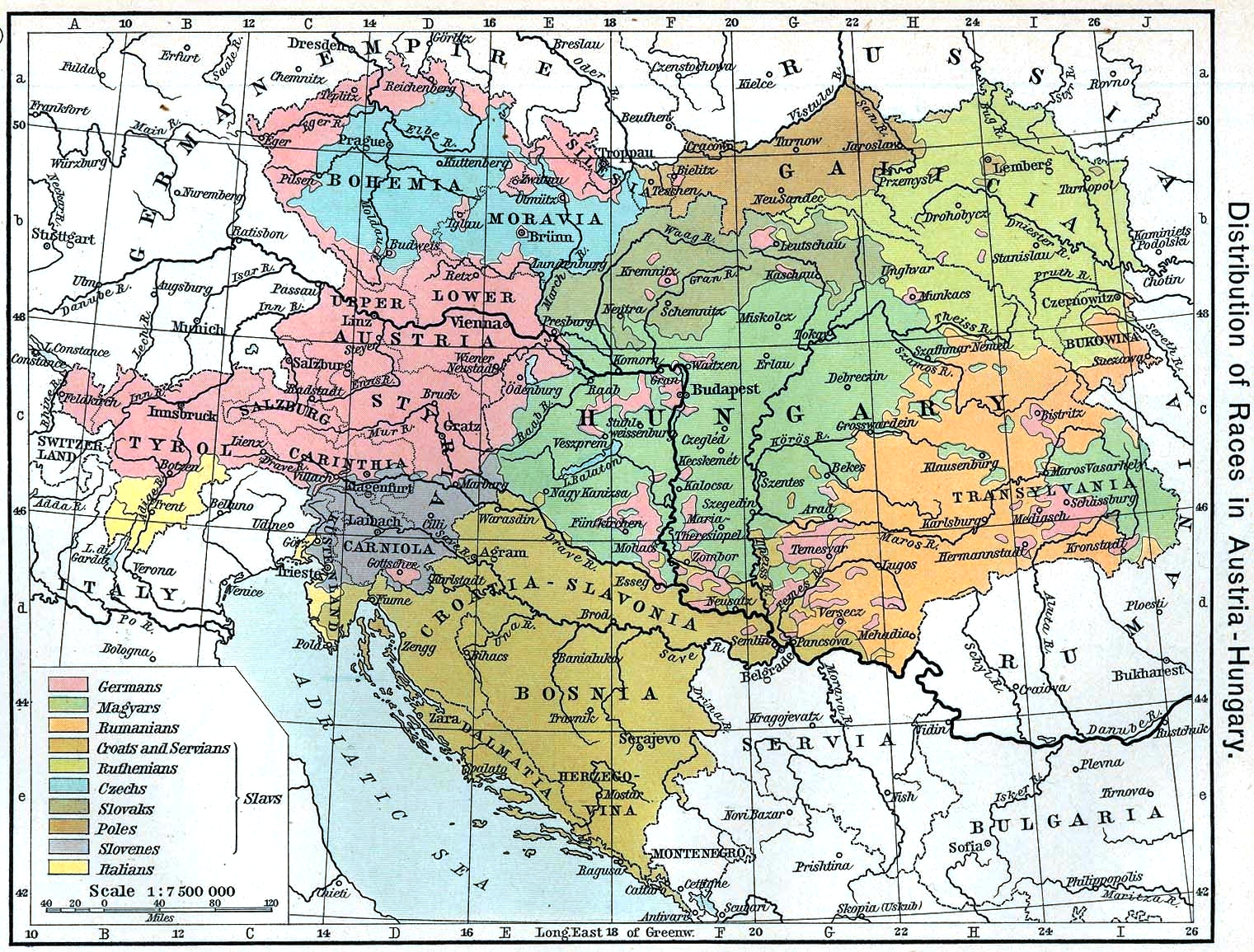
Mapa de etnográfico de 1911 del imperio austrohúngaro, con rutenos en verde claro
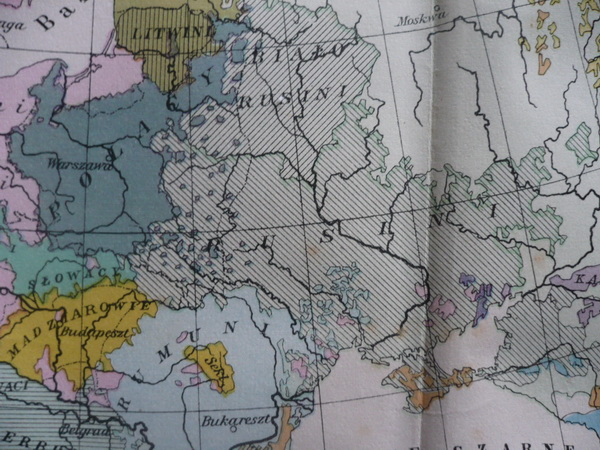
Mapa polaco que indica a los ucranianos como «Rusini», y bielorrusos como «Bialo Rusini». 1927

## Cultura

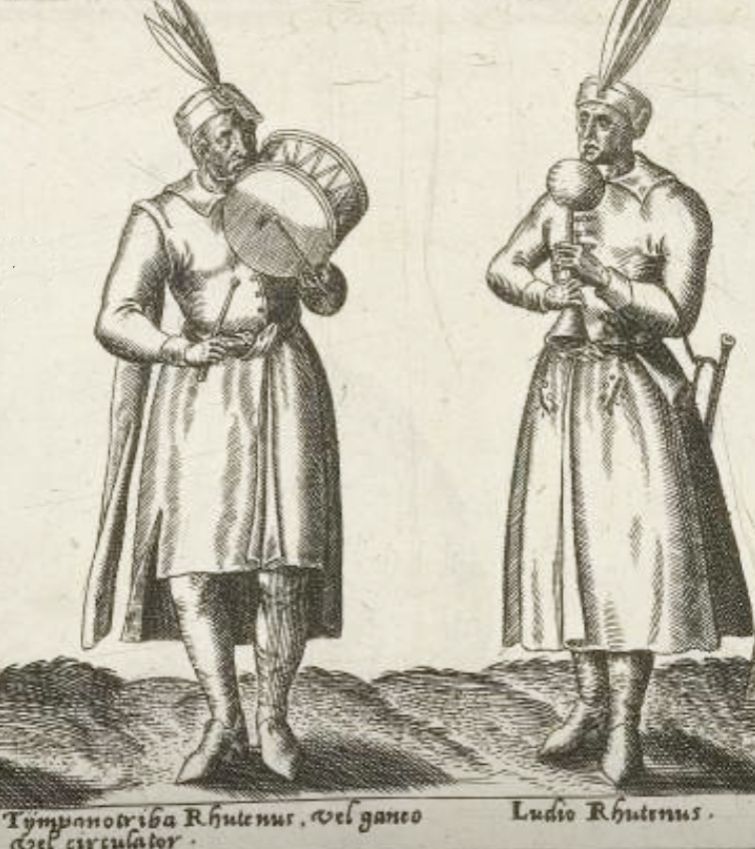
Rutenos, una ilustración en un libro por Pietro Bertelli, 1563
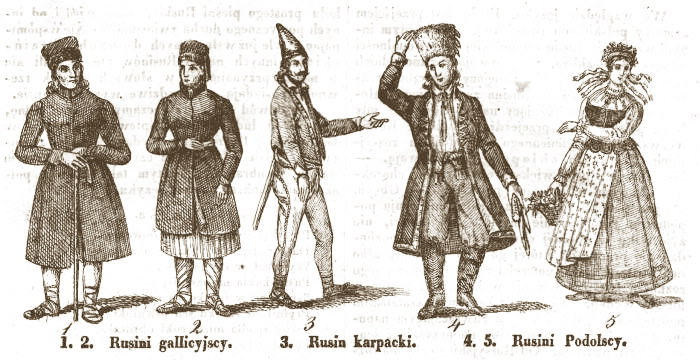
Rutenos de regiones diferentes en 1836: 1, 2. Gallego Rutenos; 3. Carpato Rutenos; 4, 5. Podolio Rutenos.
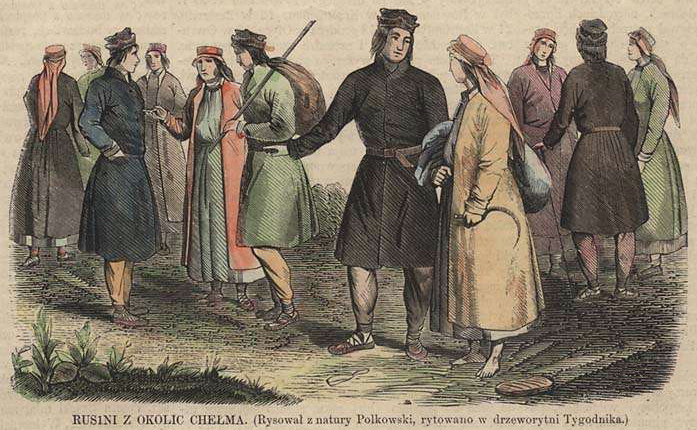
Rutenos de Chełm en 1861.
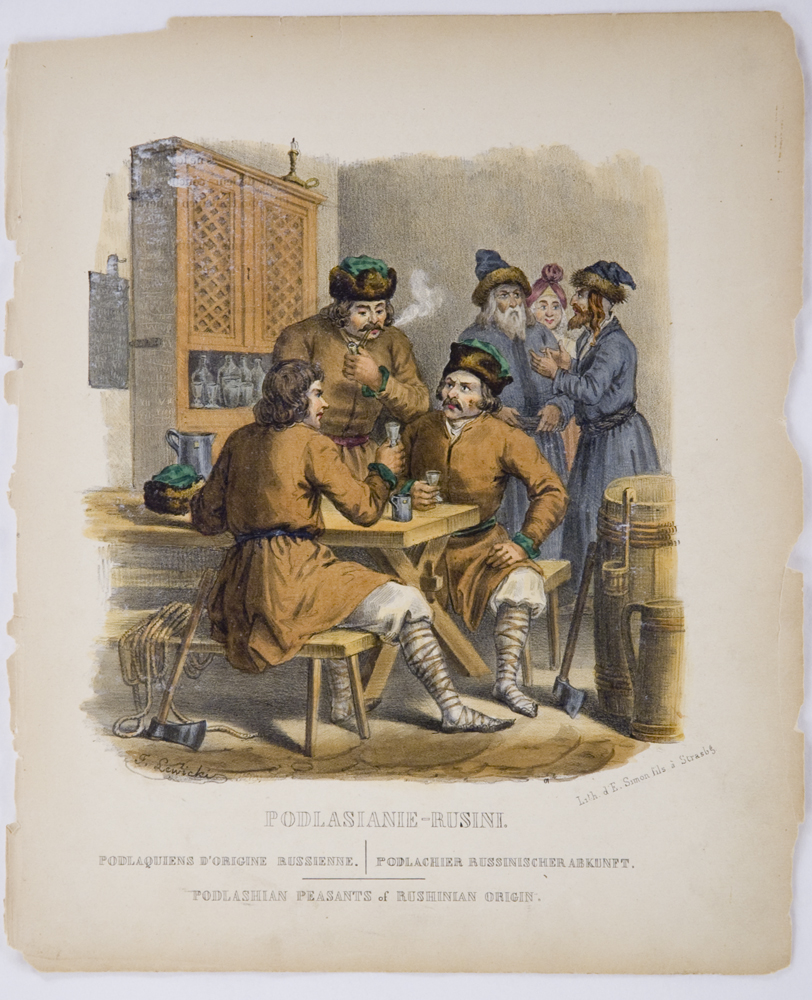
Rutenos de Podlachia en la segunda mitad del siglo XIX.